# Газотранспортная система Украины
Газотранспортная система Украины является второй в Европе и одной из крупнейших ГТС в мире.
ГТС состоит из магистральных газопроводов (протяженностью 37,6 тыс. км в однониточном исчислении), распределительных сетей, газохранилищ, компрессорных и газоизмерительных станций (71 компрессорная станция общей мощностью 5405 МВт).
Украинские газопроводы соединены с магистральными сетями всех сопредельных государств: России, Белоруссии, Молдавии, Румынии, Польши, Венгрии и Словакии.
Через систему газопроводов Украины осуществлялся транзит российского газа в страны Европы, а также в южные регионы России. Транзит прекращен 1 января 2025 года из-за не продления контракта между Россией и Украиной.
Пропускная способность системы на входе составляет 290 млрд м³ в год, на выходе — 175 млрд м³. 

Пропускная способность на границе РФ с Украиной составляет 288 млрд м³ в год;
на границах Украины с Белоруссией, Польшей, Словакией, Венгрией, Румынией и Молдавией — 178,5 млрд м³ в год,
в том числе со странами ЕС — 142,5 млрд м³ в год.
Оператором системы является компания «Оператор ГТС Украины».

## Инфраструктура
Длина газопроводов составляет 283,2 тыс. км;
из них 246,1 тыс. км — распределительные сети и 37,1 тыс. км — магистральные трубопроводы, в том числе 14 тыс. км — трубопроводы крупнейшего диаметра (1020—1420 мм) (данные на начало 2008 года).
Система газопроводов включает в себя 72 компрессорные станции и 13 подземных хранилищ с самым большим в Европе после России активным объёмом газа — более 32 млрд м³, или 21,3 % от общеевропейской активной ёмкости.

### Газопроводы
Общая протяжённость газопроводов системы составляет 283,2 тыс. км.
Магистральные газопроводы
Природный газ поступает на Украину по 22 магистральным газопроводам («Союз», «Прогресс», «Уренгой — Помары — Ужгород» и др.), а выходит за пределы Украины — по 15.
Протяжённость газопроводов — 37,1 тыс. км, в том числе 14 тыс. км — трубопроводы крупнейшего диаметра (1020—1420 мм).
Распределительные сети
Длина — 246,1 тыс. км.

### Компрессорные станции и ПХГ
Система объединяет 72 компрессорные станции (122 компрессорных цеха) и 13 подземных хранилищ (ПХГ) с самым большим в Европе (после России) активным объёмом газа — более 32 млрд м³ или 21,3 % от общеевропейской активной ёмкости.
Сеть подземного хранения газа включает четыре комплекса:
- Западноукраинский (Предкарпатский);
- Киевский;
- Донецкий;
- Южноукраинский.

### Газоизмерительные и газораспределительные станции
Учёт природного газа происходит на газоизмерительных и газораспределительных станциях.
«Газоизмерительная Станция» (ГИС) — станция, на которой производится измерение количества и определение качества передаваемого природного газа.
Учёт поступающего в Украину газа осуществляется на 9 ГИС и двух пунктах измерения газа: две ГИС на территории Белоруссии, остальные — в РФ:
1. «Суджа» (Курская обл.)
2. «Валуйки» (Белгородская обл.)
3. «Писаревка»
4. «Сохрановка» (Ростовская обл.)

Учёт транспортируемого за пределы Украины газа осуществляется на 10 приграничных ГИС; из них 9 находятся на территории Украины и одна — в РФ.
По одной ГИС на границах с Польшей, Словакией, Венгрией и Россией, две ГИС — на границе с Румынией («Орловка»), три — с Молдавией («Гребеники»):
1. «Берегово»
2. «Гребеники» (на границе с Молдавией)
3. «Дроздовичи»
4. «Орловка» (Одесская обл.)
5. «Теково»
6. «Ужгород»

Добываемый Украиной газ после обработки попадает в ГТС Украины через ГИС, ПРГ и газораспределительные станции (ГРС):
68 станций ДК «Укргазвидобування»,
13 станций ОАО «Укрнафта» и
непосредственно потребителям через 177 ГРС.
Передача газа из газотранспортной системы в газораспределительную сеть происходит на 1416 ГРС.
Начиная с 2002 года на Украине для учёта природного газа применяются только современные электронные и электронно-механические приборы.

## История
Первый газопровод на территории Украины — от пгт. Дашава до города Стрый — был построен в 1924 году. Этот год принято считать годом основания газовой промышленности Украины.
В 1948 году построен газопровод «Дашава — Киев». Этот год принято считать годом основания газотранспортной системы УССР. На то время «Дашава — Киев» был самым мощным газопроводом в Европе, его пропускная способность составляла около 2 млрд м³ в год. 

В 1951 году «Дашава — Киев» был продлён до Москвы и стал называться Дашава - Киев - Брянск -  Москва.
Бурное развитие газотранспортная система УССР получила в 1960—1970-е годы. В 1967 году после введения в эксплуатацию магистрального газопровода «Долина — Ужгород — Западная граница» началась подача украинского и российского газа в страны Центральной и Западной Европы.
В 1970-е — 1980-е годы началось строительство трансконтинентальных газопроводов «Уренгой — Помары — Ужгород», «Прогресс» и ряда других.
В 1970 году общая длина газопроводов составляла 11,5 тыс. км,
в 1980 году — 18 тыс. км,
в 1990 году — почти 30 тыс. км.
К моменту распада СССР 95 % газопроводов для экспорта природного газа из РСФСР в Европу проходило по территории УССР («Уренгой — Помары — Ужгород», «Союз», «Оренбург — Западная граница СССР», «Прогресс»,  «Ямбург — Западная граница СССР».
Создание альтернативных маршрутов транспортировки российского газа в Европу (Ямал-Европа и Северный поток) привело к постепенному снижению объёмов газового транзита через Украину. В 2001 году через Украину в ЕС было прокачано 124,4 млрд м³, в 2010 году — 98,6 млрд м³, в 2013 году — 86,1 млрд м³. Несмотря на это, Украина по крайней мере до конца 2010-х годов оставалась крупнейшим транзитёром российского газа в Европу.

### Современность
Договорённости между «Газпромом» и «Нафтогазом» о создании международного консорциума по созданию и развитию газотранспортной системы Украины, который должен был стать оператором поставок российского и среднеазиатского газа в Европу по территории Украины, были достигнуты при Леониде Кучме, летом 2004 года, в преддверии президентских выборов на Украине. Однако с избранием Виктора Ющенко президентом новые власти Украины сочли нецелесообразным передачу в собственность российской компании доли магистральных газопроводов страны.
26 апреля 2005 года Виктор Ющенко лично провёл многочасовые переговоры с Алексеем Миллером. В частности, стороны фактически признали, что у проекта газотранспортного консорциума нет будущего, поскольку вопрос о передаче всей своей газотранспортной системы в консорциум Украина была не готова обсуждать, а «Газпром» не был согласен вкладывать средства в осуществление той части проекта, которая была выгодна лишь Украине (строительство нового газопровода Богородчаны — Ужгород). Кроме того, потенциальные зарубежные партнёры — германская Ruhrgas, польская PGNiG и французская Gas de France — также не проявили особого желания участвовать в консорциуме.
В мае 2010 года российский премьер-министр Владимир Путин предложил объединить газовые монополии двух стран — «Газпром» и «Нафтогаз Украины». В июле 2010 года премьер-министр Украины Н. Я. Азаров заявил, что правительство Украины ведёт переговоры о создании газотранспортного консорциума между Украиной, ЕС и Россией. Российская сторона предлагала создать СП на базе магистральных газопроводов Украины и месторождений «Газпрома» в России.
Предложение о создании газотранспортного консорциума, однако, не получило поддержки со стороны ЕС. 25 января 2011 года комиссар ЕС по вопросам энергетики Гюнтер Оттингер заявил, что выделение средств ЕС на модернизацию украинской ГТС зависит от гарантий России на прокачку газа в Европу, и посоветовал властям Украины убедить российскую сторону отказаться от строительства газопровода «Южный поток» и профинансировать модернизацию украинской ГТС.
С середины февраля 2015 года Украина прекратила поставки газа на территории Донецкой и Луганской областей, контролируемые самопровозглашёнными ДНР и ЛНР, ссылаясь на повреждения газопроводов; в ответ на это «Газпром» стал поставлять газ в эти районы напрямую.
31 октября 2019 года Верховная рада приняла законопроект о выделении газотранспортной системы (ГТС) из структуры компании «Нафтогаз Украины». 15 ноября Зеленский подписал этот закон, который позволит создать независимого оператора ГТС в соответствии с европейским законодательством. Новый оператор, переданный на 15 лет в управление компании «Магистральные газопроводы Украины», будет курироваться Министерством финансов.
30 декабря 2019 года состоялось подписание 5-летнего договора между «Нафтогазом» и «Газпромом», основанного на схеме «качай или плати» с закреплёнными минимальными объёмами прокачки газа — не менее 65 млрд кубометров газа в 2020 году и не менее 40 млрд кубометров ежегодно в последующие четыре года. В рамках достигнутых договорённостей стороны подписали два документа: межоператорское соглашение (interconnection agreement) между компанией «Оператор ГТС Украины» и «Газпромом», а также транспортное соглашение «Газпрома» с НАК «Нафтогаз Украины» на бронирование мощностей газотранспортной системы Украины.
В 2020 году через Украину в ЕС было транспортировано 55,8 млрд м³ российского газа, что является самым низким показателем за семь лет.
В сентябре 2021 года между «Газпромом» и венгерской энергетической компанией MVM был подписан 15-летний контракт на поставки российского газа в Венгрию в обход Украины, через газопровод «Балканский поток» (продолжение «Турецкого потока») и трубопроводы Юго-Восточной Европы. По оценке директора Украинского института политики Руслана Бортника, речь может идти о потере Украиной доходов за транзит в размере $200 млн в год. Во-вторых, договоры о «реверсных поставках» были, по данным украинских СМИ, заключены в основном с венгерскими компаниями. Прекращение транзита в Венгрию означает, что теперь недостающие объёмы газа придётся реально закупать, причём, скорее всего, по гораздо более высокой цене.
1 января 2025 года пятилетний контракт на транзит российского газа в Европу через Украину истек, поставки остановлены. Договор на поставку российского газа в Евросоюз через Украину, действовавший пять лет, завершился, несмотря на сохранявшиеся долгосрочные соглашения «Газпрома» с рядом европейских покупателей. Расчет на продление поставок так и не оправдался — «Газпром» сообщил, что в 8:00 мск 1 января, когда в Европе начались новые газовые сутки, срок действия договора с «Нафтогазом Украины» завершился и транзит был прекращен.

## Статистика
В 2007 году через украинские газопроводы в Европу было прокачано 115,1 млрд м³ российского газа.
В 2008 году через украинские газопроводы в Европу было прокачано 119,6 млрд м³ российского газа.
В 2009 году транзит уменьшился на практически 20 % — с 119,6 до 95,8 млрд м³ российского газа.
В 2012 году через украинские газопроводы в Европу было прокачано 84,3 млрд м³ российского газа.
В 2017 году транзит российского газа из-за увеличившегося спроса составил почти 93,5 млрд м³.
Объёмы транзита газа через ГТС Украины в 2007—2020 годах, млрд м³:
| Год   | 2007  | 2008  | 2009 | 2010 | 2011  | 2012 | 2013 | 2014 | 2015 | 2016 | 2017 | 2018 | 2019 | 2020 | 2021 | 2022 | 2023 | 2024 |
| Объём | 115,1 | 119,6 | 95,8 | 98,6 | 104,2 | 84,3 | 86,1 | 62,2 | 67,1 | 82,2 | 93,5 | 86,8 | 89,6 | 55,8 | ?    | ?    | ?    | ?    |

В январе 2024 года руководитель австрийской энергетической компании OMV Альфред Штерн заявил, что транзит российского газа через Украину может прекратиться в ближайшее время.